# The sound of me
The sound of me is het zevende studioalbum van de Belgische zangeres Natalia. Het album werd uitgebracht op 9 juni 2017. Op het album staan alle songs die de zangeres heeft gemaakt tijdens het televisieprogramma liefde voor muziek. 

## Tracks
- 1. Gratitude (3:01)
- 2. You've Got A Friend (3:22)
- 3. How I Danced (3:53)
- 4. Sing Your Heart Out (3:35)
- 5. Who's Loving You (3:40)
- 6. Teardrops (3:35)
- 7. Synchronize (3:35)
- 8. Conqueror (4:07)
- 9. You Don't Want Me To Go (3:14)

#### Bonustracks
- 10. Razorblade (featuring Lara Fabian) (3:34)

## Singles
| Single met hitnotering(en) in de Vlaamse Ultratop 50 | Datum van verschijnen | Datum van binnenkomst | Hoogste positie | Aantal weken | Opmerkingen                                      |
| ---------------------------------------------------- | --------------------- | --------------------- | --------------- | ------------ | ------------------------------------------------ |
| Synchronize                                          | 20-12-2016            | 20-12-2016            | tip 12          | -            |                                                  |
| Who's Lovin' You (Live)                              | 10-04-2017            | 22-04-2017            | tip 44          | -            | Liefde voor muziek                               |
| You've Got a Friend (Live)                           | 17-04-2017            | 29-04-2017            | 9               | 5            | Liefde voor muziek / Nr. 8 in de Radio 2 Top 30  |
| How I Danced (Live)                                  | 24-04-2017            | 06-05-2017            | 31              | 1            | Liefde voor muziek / Nr. 28 in de Radio 2 Top 30 |
| Sing Your Heart Out (Live)                           | 01-05-2017            | 13-05-2017            | tip 40          | -            | Liefde voor muziek                               |
| Teardrops (Live)                                     | 08-05-2017            | 20-05-2017            | tip 27          | -            | Liefde voor muziek                               |
| Gratitude (Live)                                     | 15-05-2017            | 27-05-2017            | tip 41          | -            | Liefde voor muziek                               |
| You Don't Want Me To Go (Live)                       | 22-05-2017            | 03-06-2017            | tip 31          | -            | Liefde voor muziek                               |
| Conqueror                                            | 25-08-2017            | 02-09-2017            | tip 16          | -            |                                                  |